# Dana Hussein Abdulrazak
Dana Hussein Abdulrazak (* 3. Januar 1986 in Bagdad) ist eine irakische Leichtathletin, die sich auf den Sprint spezialisiert hat.

## Sportliche Laufbahn
Dana Hussein Abdulraza begann ihre Karriere als Läuferin 2001 in der Dhofar-Schule, Bagdad, und wechselte 2005 zum Al Kahrabaa Club. Ihr Trainer und Finanzier ist Yussif Abdul-Rahman. Bei den Asienmeisterschaften 2005 in Incheon belegte sie in 3:58,01 min den sechsten Platz mit der irakischen 4-mal-400-Meter-Staffel und schied im 200-Meter-Lauf mit 25,77 s in der ersten Runde aus. Anschließend gewann sie bei den Westasienspielen in Doha in 12,34 s die Goldmedaille im 100-Meter-Lauf hinter der Bahrainerin Ruqaya Al Ghasra und Ghofrane Mohamed aus Syrien und auch über 200 Meter sicherte sie sich in 25,26 s die Bronzemedaille hinter Mohamed und der Jordanierin Basma al-Eshosh. Im Jahr darauf nahm sie erstmals an den Asienspielen in Doha teil, schied dort aber über beide Distanzen mit 12,44 s bzw. 25,61 s im Vorlauf aus. 2077 wurde sie bei den Arabischen Meisterschaften in Amman in 25,5 s Vierte über 200 Meter und gewann anschließend bei den Panarabischen Spielen in Kairo in 12,20 s die Silbermedaille über 100 Meter hinter der Libanesin Gretta Taslakian und über 200 Meter belegte sie in 24,83 s den vierten Platz. Bei den Hallenasienmeisterschaften 2008 in Doha schied sie im 60-Meter-Lauf mit 7,98 s in der Vorrunde aus. Dank einer Wildcard nahm sie im Sommer an den Olympischen Spielen in Peking teil, schied dort aber mit 12,36 s in der ersten Runde aus.
2009 schied sie bei den Weltmeisterschaften in Berlin mit 12,38 s in der Vorrunde aus und gewann anschließend bei den Arabischen Meisterschaften in Damaskus in 11,99 s die Bronzemedaille über 100 Meter hinter der Syrerin Munira Saleh und Jamaa Chnaik aus Marokko, während sie über 200 Meter in 25,29 s den vierten Platz belegte. Zudem siegte sie mit der irakischen 4-mal-100-Meter-Staffel in 47,22 s und gewann mit der 4-mal-400-Meter-Staffel in 3:47,39 min die Bronzemedaille hinter dem Team aus Marokko. Kurz darauf scheiterte sie bei den Hallenasienspielen in Hanoi mit 7,73 s im Vorlauf und belegte dort mit der 4-mal-400-Meter-Staffel nach 3:59,01 min Rang vier. Im November schied sie dannb eid en Asienmeisterschaften in Guangzhou mit 25,66 s über 200 Meter in der ersten Runde aus und konnte ihren Vorlauf über 100 Meter nicht beenden. Im Jahr darauf schied sie bei den Hallenasienmeisterschaften in Teheran mit 7,85 s in der Vorrunde aus, wie auch im 400-Meter-Lauf mit 62,06 s. Im November nahm sie erneut an den Asienspielen in Guangzhou teil und schied dort über 400 Meter mit 56,35 s in der ersten Runde aus und verpasste auch mit der 4-mal-100-Meter-Staffel in 47,46 s den Finaleinzug, während sie mit der 4-mal-400-Meter-Staffel in 3:45,44 min Rang fünf belegte. 2011 schied sie bei den Asienmeisterschaften in Kōbe mit 12,38 s und 24,73 s über 100 und 200 Meter jeweils in der ersten Runde aus und wurde mit der 4-mal-400-Meter-Staffel wegen eines Dopingvergehens einer Mitstreiterin disqualifiziert. Anschließend gewann sie bei den Arabischen Meisterschaften in al-Ain in 12,06 s die Silbermedaille über 100 Meter hinter der Libanesin Taslakian und gewann über 200 Meter in 24,49 s Bronze hinter Taslakian und der Marokkanerin Salima Jamali. Zudem siegte sie über 400 Meter in 55,74 s und gewann mit der 4-mal-400-Meter-Staffel in 3:49,34 min die Bronzemedaille hinter den Teams aus Marokko und dem Suda. Daraufhin siegte sie bei den Panarabischen Spielen in Doha in 11,88 s über 100 Meter und gewann über 200 Meter in 24,61 s die Silbermedaille hinter Taslakian und sicherte sich im 400-Meter-Lauf in 55,48 s die Bronzemedaille hinter der Marokkanerin Malika Akkaoui und Nawal El Jack aus dem Sudan. Bei den Hallenweltmeisterschaften 2012 in Istanbul schied sie mit 7,78 s über 60 Meter in der Vorrunde aus und nahm im Sommer ein zweites Mal an den Olympischen Spielen in London teil und führte dort die achtköpfige Delegation aus dem Irak als Fahnenträgerin an. Über 100 Meter überstand sie die Vorqualifikationsrunde und schied dann mit 11,81 s im regulären Vorlauf aus.
2013 siegte sie bei den Arabischen Meisterschaften in Doha in 23,83 s über 200 Meter und gewann über die kürzere Distanz in 12,11 s die Silbermedaille hinter der Algerierin Souheir Bouali. Zudem gewann sie mit der 4-mal-400-Meter-Staffel in 4:02,62 min die Bronzemedaille hinter den Teams aus Marokko und dem Sudan. Anschließend belegte sie bei den Asienmeisterschaften in Pune in 24,12 s den sechsten Platz über 200 Meter und schied daraufhin bei den Weltmeisterschaften in Moskau mit 24,57 s im Vorlauf aus. Im Jahr darauf startete sie zum drittel mal bei den Asienspielen in Incheon und schied dort mit 24,38 s über 200 Meter und mit 54,78 s über 400 Meter jeweils in der ersten Runde aus. 2015 gewann sie bei den Arabischen Meisterschaften in Manama in 23,69 s die Silbermedaille hinter der Bahrainerin Edidiong Odiong und wurde über 100 Meter in 11,66 s Vierte. Anschließend erreichte sie bei den Asienmeisterschaften in Wuhan in 24,04 s Rang sieben. Im Jahr darauf erreichte sie bei den Hallenasienmeisterschaften in Doha das Halbfinale über 60 Meter und schied dort mit 7,62 s aus.
2017 schied sie bei den Islamic Solidarity Games in Baku mit 24,27 s im Halbfinale über 200 Meter aus und gewann anschließend bei den Arabischen Meisterschaften in Radès in 11,69 s die Silbermedaille über 100 Meter hinter der Marokkanerin Assia Raziki und sicherte sich über 200 Meter in 24,31 s die Bronzemedaille hinter Raziki und deren Landsfrau Khadija Wardi. Bei den Asienspielen 2018 in Jakarta schied sie über 200 Meter mit 24,31 s in der Vorrunde aus und verzichtete zuvor auf ein Antreten über 100 Meter. Im Jahr darauf gewann sie bei den Arabischen Meisterschaften in Kairo in 24,11 s die Silbermedaille über 200 Meter hinter der Bahrainerin Salwa Eid Naser und wurde über 100 Meter in 12,18 s Vierte. Anschließend schied sie bei den Asienmeisterschaften in Doha mit 24,02 s über 200 Meter im Vorlauf aus. 2021 siegte sie bei den Arabischen Meisterschaften in Radès in 11,24 s und 22,51 s über 100 und 200 Meter und stellte damit über beide Distanzen einen neuen Landesrekord auf. Allerdings war ihr Dopingtest positiv und sie wurde für drei Jahre gesperrt. Ihr Trainer Karokh Salih Mohammed erhielt eine lebenslange Sperre. 2024 startete sie bei den Hallenasienmeisterschaften in Teheran über 60 Meter und verpasste dort mit 7,58 s den Finaleinzug, ehe sie auch bei den Hallenweltmeisterschaften in Glasgow mit 7,51 s im Vorlauf ausschied.
In den Jahren 2012 und von 2018 bis 2020 wurde Hussein Abdulrazak irakische Meisterin im 100-Meter-Lauf sowie 2012 und 2019 auch über 200 Meter.

## Persönliche Bestleistungen
- 100 Meter: 11,41 s (+1,1 m/s), 2. Mai 2021 in Erbil
  - 60 Meter (Halle): 7,50 s, 3. März 2019 in Teheran (irakischer Rekord)
- 200 Meter: 22,97 s (+1,3 m/s), 6. Juni 2021 in Bursa
- 400 Meter: 54,78 s, 27. September 2014 in Incheon
  - 400 Meter (Halle): 56,24 s, 13. Februar 2015 in Teheran